# Aisey-sur-Seine
Aisey-sur-Seine är en kommun i departementet Côte-d'Or i regionen Bourgogne-Franche-Comté i östra Frankrike. Kommunen ligger i kantonen Châtillon-sur-Seine som tillhör arrondissementet Montbard. År 2022 hade Aisey-sur-Seine 166 invånare.

## Befolkningsutveckling
Antalet invånare i kommunen Aisey-sur-Seine
Referens:INSEE